# Pandim
Le mont Pandim est une montagne de l’Himalaya indien située au Sikkim. Il fait partie du chaînon du Kangchenjunga.